# 948-as busz (Budapest)
A budapesti 948-as jelzésű éjszakai autóbusz Csepel, Hollandi út és a Dél-pesti autóbuszgarázs között közlekedik. A viszonylatot a Budapesti Közlekedési Zrt. üzemelteti.

## Története
2005. szeptember 1-jén átalakult a fővárosi éjszakai autóbuszhálózat, ennek kapcsán új viszonylat indult 952-es jelzéssel a Dél-pesti autóbuszgarázs és Csepel között. Az új autóbuszjárat közvetlen kapcsolatot biztosított Kispest, Pesterzsébet, illetve Csepel és Csepel–Királyerdő között, ahol hurokjáratként tárta fel a városrészt. 2008. augusztus 21-én jelzése 948-asra módosult, útvonala változatlan maradt.
2024. február 19-étől a Dél-pesti autóbuszgarázs felé megáll a Szent Imre herceg utca megállóhelyen is.

## Útvonala
| Csepel, Hollandi út felé | Dél-pesti autóbuszgarázs felé |
| --- | --- |
| Dél-pesti autóbuszgarázs vá. – Méta utca – felüljáró – Nagykőrösi út – Hofherr Albert utca – Nádasdy utca – Hunyadi utca – Nagysándor József utca – Helsinki út – Kossuth Lajos utca – Baross utca – Topánka utca – felüljáró – Gubacsi híd – Duna utca – Ady Endre út – Kossuth Lajos utca – Szent Imre tér – Kossuth Lajos utca – Széchenyi István utca – Késmárki utca – Határ utca – Hollandi út – Csepel, Hollandi út vá. | Csepel, Hollandi út vá. – Szent István út – Kossuth Lajos utca – Szent Imre tér – Kossuth Lajos utca – Ady Endre út – Duna utca – Gubacsi híd – felüljáró – Topánka utca – Baross utca – Kossuth Lajos utca – Helsinki út – Nagysándor József utca – Hunyadi utca – Hunyadi tér – Nádasdy utca – Hofherr Albert utca – Nagykőrösi út – felüljáró – Méta utca – Dél-pesti autóbuszgarázs vá. |

## Megállóhelyei
| 0  | Csepel, Hollandi út végállomás              | 34 |                                   |
| 0  | Sólyom utca                                 | ∫  |                                   |
| 1  | Árnyas utca                                 | ∫  |                                   |
| 2  | Királyerdei Művelődési Ház                  | ∫  |                                   |
| 3  | Repkény út                                  | ∫  |                                   |
| 3  | Iszalag utca                                | ∫  |                                   |
| 4  | Tölgyes út                                  | ∫  |                                   |
| 4  | Orgonás utca                                | ∫  |                                   |
| 5  | Nyárfás utca                                | ∫  |                                   |
| 5  | Cseh Mihály utca                            | ∫  |                                   |
| 6  | Sporttelep                                  | ∫  |                                   |
| ∫  | Csepel, Soroksári rév                       | 33 |                                   |
| ∫  | Ladik utca                                  | 32 |                                   |
| ∫  | Csepel csónakház                            | 31 |                                   |
| ∫  | Strandfürdő                                 | 30 |                                   |
| ∫  | Hollandi csárda                             | 30 |                                   |
| ∫  | Határ utca                                  | 29 |                                   |
| ∫  | Lőcsei utca                                 | 28 |                                   |
| ∫  | Kikötő utca                                 | 27 |                                   |
| ∫  | Rákóczi tér                                 | 26 |                                   |
| ∫  | Bajcsy-Zsilinszky út                        | 26 |                                   |
| 7  | Görgey Artúr tér                            | 25 | 938, 979, 979A                    |
| 9  | Karácsony Sándor utca                       | 24 | 938, 979, 979A                    |
| *  | Csepel, Szent Imre tér vonalközi végállomás | *  | 938, 979, 979A                    |
| 14 | Szent Imre tér                              | 23 | 938, 979, 979A                    |
| 14 | Kossuth Lajos utca / Ady Endre út           | 22 | 979, 979A                         |
| 15 | Védgát utca                                 | 21 |                                   |
| 16 | Papírgyár                                   | 20 |                                   |
| 17 | Sósfürdő                                    | 19 |                                   |
| 20 | Pesterzsébet, Baross utca                   | 18 | 923, 934 (hétvége hajnalban), 966 |
| 21 | Pesterzsébet vasútállomás                   | 16 |                                   |
| 22 | Attila utca                                 | 15 | 966                               |
| 22 | Vörösmarty utca (↓) Baross utca (↑)         | 14 | 966                               |
| 23 | Török Flóris utca                           | 13 |                                   |
| 24 | Szent Imre herceg utca                      | ∫  |                                   |
| 25 | Lázár utca / Nagysándor József utca         | 11 |                                   |
| 25 | Mártírok útja / Nagysándor József utca      | 10 | 923                               |
| 26 | Nagykőrösi út                               | 9  |                                   |
| 27 | Hunyadi tér                                 | 8  | 999                               |
| 28 | Batthyány utca                              | 7  | 999                               |
| 29 | Kossuth Lajos utca / Nádasdy utca           | 7  | 999                               |
| 30 | Kispest, Vas Gereben utca                   | 6  | 999                               |
| 30 | Madarassy László utca                       | 4  | 999                               |
| 31 | Hofherr Albert utca                         | ∫  | 999                               |
| ∫  | Használtcikk piac                           | 3  |                                   |
| 33 | Autópiac                                    | 2  |                                   |
| 34 | Szentlőrinci út                             | 1  | 923, 994, 994B                    |
| 36 | Dél-pesti autóbuszgarázs végállomás         | 0  | 914, 923, 980, 994, 994B, 999     |